# المسيلة (العدين)

تعديل مصدري - تعديل

المسيلة محلة تابعة لقرية القطعة، التابعة لعزلة بني زهير بمديرية العدين إحدى مديريات محافظة إب في الجمهورية اليمنية، بلغ تعداد سكانها 32 حسب تعداد اليمن لعام 2004.